# Lightspark
Lightspark és un reproductor SWF de codi lliure alliberat sota els termes de la GNU Lesser General Public License versió 3. Suporta Mozilla Firefox amb motor de navegació Gecko i Google Chrome amb motor de navegació WebKit.
Suporta renderització basada en OpenGL i en execucions sobre Low Level Virtual Machine (LLVM)ActionScript. Suporta gairebé tots els ActionScript 3.0 i té un plug-in compatible amb Mozilla. Fa servir ombrejadors OpenGL (OpenGL Shading Language).
Lightspark és compatible amb H.264 i vídeos Flash a YouTube.
Lightspark té una branca Win32 per Visual Studio